# Eustrotia retroversa
Eustrotia retroversa là một loài bướm đêm trong họ Noctuidae.